# Praia Samérica
A Praia Samérica é uma praia do Arquipélago de São Tomé e Príncipe, localiza-se a Norte da ilha de São Tomé entre a Praia das Conchas e o Morro Carregado, frente ao local da Lagoa Azul.